# جسر القمر (مسرحية)
جسر القمر، مسرحية غنائية للأخوين رحباني عُرضت عام 1962 في معبد جوبيتير في بعلبك، وعلى مسرح معرض دمشق الدولي في سوريا في نفس العام.
كتب كلمات المسرحية ولحنها الأخوين رحباني عدا أغنيات : هدوني هدوني، نقلة نقلة، جايبلي سلام التي كتبهم ولحنهم فيلمون وهبة.

## القصة
هي قصة ضيعتين متجاورتين بينهما عداء وجسر يصل بينهما وفتاه مسحورة مرصودة على الجسر. نشأت ضيعتا الجسر والقاطع على عداوة طويلة الأمد استمرت وتعمقت يوماً بعد يوم. لكن سبب العداوة غير معروف ولا علاقة له بصلب الحكاية. في الماضي كانت تجمع الضيعتان علاقة صداقة ومحبة حتى جاءت ضغينة غامضة فرقت بينهما وجعلتهما من ألد الأعداء. ضيعة الجسر قطعت مجرى الماء المتجه نحو ضيعة القاطع ما سبب بجفاف أراضيها وتدمير محاصيلها. حالة من البغض المتفجر والغليان سادت بين الضيعتين لوقت طويل.
تجري أحداث المسرحية بشكل رئيسي في ضيعة الجسر وتحديداً على الجسر المسمى بجسر القمر وهو الذي أخذت منه المسرحية اسمها. وعلى الجسر يفاجأ شيخ المشايخ في إحدى المرات بلقاء الصبية المسحورة وجهاً لوجه على الجسر والتي تناشده المساعدة لكي يحررها من السحر الذي تقع تحت تأثيره وعندما يسأل كيف له أن يساعدها تخبره أن الحب ولا شيء غير الحب سوف يحررها. فأخبر شيخ المشايخ أهالي ضيعته وهي ضيعة الجسر ما رآه وهو مرتبك. وشك الأهالي بالأمر وظنوا أنه واقع تحت تأثير السحر وتخيلوا سيناريو كامل للقصة.
ولكي يقنعهم أنه كان يقول الحقيقة قرر شيخ المشايخ إحضار أحد العرافين مع كرته البلورية لكي يستحضر الصبية المسحورة أمام الناس. ونجح هذا العراف بالمهمة بعد أن استدعى أحد ملوك الجان. وأخبرت الصبية أهالي الضيعة قصتها الحزينة بأغنية وهي حكاية عاشقة كانت تنتظر خطبتها ثم خطفت من بيتها وتم رصدها تحت الجسر بسبب بغض خاطفيها. وأنها لن تحرر من أسرها ما لم يعود الحب ليجمع بين الناس المتقاتلين كما باحت لهم بسر الكنز الثمين المدفون تحت الجسر، والذي يحرسه ملوك الجان، هذا الكنز سوف يظهر قريباً، وسوف يحررها من أسرها. ثم اختفت بنفس الطريقة الغامضة التي ظهرت فيها.
قرر أهالي الضيعة أن يحرسوا الجسر بالتناوب على أمل أن يظهر الكنز وذلك خوفاً من أن يسرقه أهالي ضيعة القاطع. أخذ شيخ المشايخ مهمة الحراسة في الليلة الأولى وعين ابنه في الليلة الثانية فمرت أول ليلة بسلام لكن في الليلة الثانية وبعد أن انتهت احتفالات العيد هجم أهالي ضيعة القاطع على ضيعة الجسر وذلك ثأراً منهم لهجوم سابق قامت به ضيعة الجسر عليهم. وقبل أن تفلت زمام الأمور وتدخل المعركة بين الضيعتين حيز الذي لا يمكن أن تحل المسألة تظهر الصبية المسحورة أمام الجميع وتعدهم بأن الكنز سوف يظهر في هذه الليلة بالذات وأنه سوف يغير حياتهم إلى الأفضل.
قالت لهم أن صوت المعاول أحلى من رنين السيوف وأن المصالحة أفضل من العداء وأن السلام هو الكنز الحقيقي. ثم توجهت إلى شيخ المشايخ وقالت له أنه هو الوحيد الذي يمكنه أن يحررها. في النهاية يأمر شيخ المشايخ بأن تعود المياه إلى مجاريها وصولاً إلى ضيعة الجيران حيث تفتح أقنية الماء المغلقة منذ زمن ويعود السلام ليخيم على الجميع. وتنتهي المسرحية باحتفال كبير يضم أهالي الضيعتين على صوت غناء الصبية التي تحررت من أسرها بقوة السلام والحب الذي عادت وزرعته بين الضيعتين.

## أبطال المسرحية والشخصيات
- الفتاة المسحورة: فيروز
- شيخ المشايخ: نصري شمس الدين
- سبع: فيلمون وهبة
- عبدو: وليم حسواني
- شبلي: ايلي شويري
- وردة: سهام شماس
- مخول: منصور الرحباني

## أغاني المسرحية
الجزء الأول 
- القمر بدو الناس
- باسمك ياشيخ المشايح
- بدنا نعرف
- تعو تعو
- حبيبي قال انتطريني
- دبكه الخيام
- حوار صبا
- رقصه الجرار
- رقصه القبضايات
- سني عن سني
- صبا والصبيه
- عطوني حجر
- مشهد الكنز
- مقدمه اولي
- من القاطع جينا
- نحنا من اهل
- نقلي نقلي

الجزء الثاني 
- اغاني شبابيه
- المقدمه الثانيه
- جيبلي سلام
- حوار اهل القاطع
- حوار عبده وورده
- حوار هيفا
- ديروا الميه
- رقصه العيد
- شعر صافي
- صبا مخول وورده
- غرب ياهوي
- موسيقى المعركة
- ورده ياورده
- يا اهل ضيعتنا
- يا حلوه ع الجسر
- ياشيخ الليل بتظهر
- يا شيخ المشايخ